# Clivio Piccione
Clivio Piccione (Monte Carlo, 24 februari 1984) is een Monegaskisch autocoureur.

## Loopbaan
Picciones carrière startte in 1997 met karten, waar hij tot 2001 bleef voordat hij naar de Britse Formule Ford verhuisde. Hij reed hier slechts een seizoen totdat hij in de B-klasse van het Britse Formule 3-kampioenschap ging rijden voor het team T-Sport. In 2003 verhuisde hij naar Manor Motorsport en in 2004 naar Carlin Motorsport.
In 2005 reed Piccione in het eerste GP2-seizoen voor het team Durango. Alhoewel hij een race won behaalde hij verder niet veel punten en verhuisde in 2006 naar DPR Direxiv, waar hij na een moeizame start meer punten scoorde. In 2007 reed hij in de Formule Renault 3.5 Series.
Piccione reed ook in het A1GP seizoen 2008-2009 voor het A1 Team Monaco.

## GP2-resultaten
- Races vetgedrukt betekent pole positie, Races cursief betekent snelste ronde

| Jaar | Inschrijving       | 1          | 2          | 3          | 4          | 5          | 6          | 7          | 8          | 9           | 10        | 11         | 12         | 13         | 14         | 15         | 16         | 17         | 18         | 19         | 20         | 21         | 22         | 23        | Rang | Punten |
| ---- | ------------------ | ---------- | ---------- | ---------- | ---------- | ---------- | ---------- | ---------- | ---------- | ----------- | --------- | ---------- | ---------- | ---------- | ---------- | ---------- | ---------- | ---------- | ---------- | ---------- | ---------- | ---------- | ---------- | --------- | ---- | ------ |
| 2005 | Racing Engineering | SMR FEA 15 | SMR SPR NF | ESP FEA NF | ESP SPR 8  | MON FEA NF | EUR FEA 7  | EUR SPR 1  | FRA FEA 8  | FRA SPR DSQ | GBR FEA 6 | GBR SPR NF | GER FEA NF | GER FEA 17 | HUN FEA NF | HUN SPR 16 | TUR FEA NF | TUR SPR 11 | ITA FEA 11 | ITA SPR 14 | BEL FEA 12 | BEL SPR 19 | BHR FEA 13 | BHR SPR 7 | 15   | 14     |
| 2006 | DPR Direxiv        | VAL FEA NF | VAL SPR NF | SMR FEA NF | SMR SPR 16 | EUR FEA 11 | EUR SPR NF | ESP FEA 16 | ESP SPR NF | MON FEA 4   | GBR FEA 7 | GBR SPR 3  | FRA FEA 13 | FRA SPR NF | GER FEA 8  | GER FEA NF | HUN FEA NF | HUN SPR NF | TUR FEA NF | TUR SPR NF | ITA FEA 7  | ITA SPR 3  |            |           | 12   | 18     |